# Kaare Wahlberg
Kaare Wahlberg   (Hamar, 3 de juliol de 1912 - Hamar, 29 de febrer de 1988) va ser un saltador amb esquís noruec que va competir durant la dècada de 1930.
El 1932 va prendre part en els Jocs Olímpics de Lake Placid, on guanyà la medalla de bronze en la prova de salt amb esquís, rere els seus compatriotes Birger Ruud i Hans Beck. Quatre anys més tard, als Jocs de Garmisch-Partenkirchen, fou quarta en la mateixa prova.